# Villogorgia ceylonensis
Villogorgia ceylonensis is een zachte koraalsoort uit de familie Plexauridae. De koraalsoort komt uit het geslacht Villogorgia. Villogorgia ceylonensis werd in 1905 voor het eerst wetenschappelijk beschreven door Thomson & Henderson. 